# 揚多姆湖
62°16′37″N 35°9′49″E / 62.27694°N 35.16361°E
揚多姆湖（俄语：Яндомозеро），是俄羅斯的湖泊，位於該國西北部，由卡累利阿共和國負責管轄，長10.9公里、寬4.3公里，面積30.1平方公里，海拔高度42米，湖岸線長度44.4公里，集水區面積99.8平方公里，平均水深4.1米，最大水深8米。